# Ceferino Ortega Mendoza
El general Zeferino Ortega Mendoza fue un militar mexicano que participó en la Revolución mexicana. Nació en Acamilpa, municipio de Tlaltizapán, Morelos, el 26 de agosto de 1888: fue hijo de Luis Ortega y de Mariana Mendoza, ambos de origen campesino. Desde muy joven trabajó como jornalero en la Hacienda de Santa Rosa Treinta. Al promulgarse el Plan de Ayala se unió al movimiento Zapatista bajo las órdenes de Lorenzo Vázquez Herrera. En 1913 participó en el sitio y toma de las haciendas de Treinta y Zacatepec. En agosto de 1914 colaboró en el sitio y toma de Cuernavaca, por lo que ascendido a general de brigada. Fue uno de los jefes zapatistas que se mantuvieron fieles a la causa hasta después de la muerte del caudillo del sur, Emiliano Zapata. Se distinguió como uno de los más cercanos jóvenes del Caudillo Suriano. Su carácter enérgico fue reconocido por el general Francisco Villa, cuando los dos convivieron en la Ciudad de México en 1914. Fue dado por muerto en dos ocasiones, según informes del ejército carrancista, sin embargo, en las dos ocasiones logró salvar su vida gracias a las intervenciones del los médicos zapatistas Prudencio Casals y José Parres. En 1920, al triunfo del Plan de Agua Prieta, se incorporó al Ejército Mexicano, en la división que se dio al general Genovevo de la O. En 1925 se retiró y se dedicó al cultivo de la tierra. Fue uno de los fundadores del Frente Zapatista, y en 1966 fue elegido presidente del comité directivo nacional de dicho organismo. Murió el 7 de enero de 1968, víctima de un paro cardíaco, en su domicilio de Temimilcingo, del municipio de Tlaltizapán Mor.
Al general Zeferino Ortega Mendoza le sobreviven sus hijos Ofelia y Lucas Zeferino Ortega Velazco, en el Estado de Morelos.